# Similosodus ursulus
Similosodus ursulus là một loài bọ cánh cứng trong họ Cerambycidae.